# ヨハン3世 (スウェーデン王)

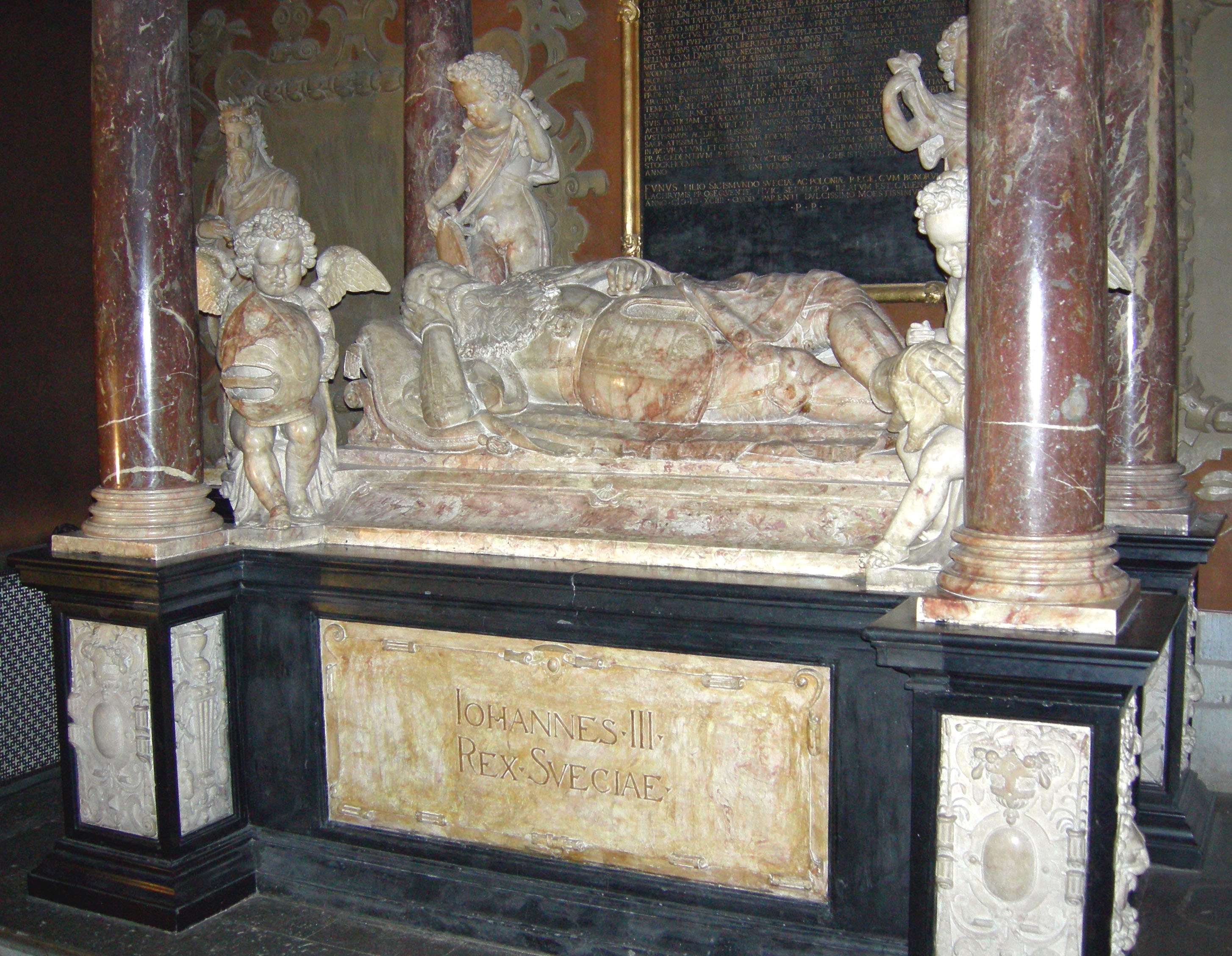
ウプサラ大聖堂にあるヨハン3世の墓

ヨハン3世（Johan III、1537年12月20日 - 1592年11月17日）は、スウェーデン・ヴァーサ王朝第3代国王（在位：1568年 - 1592年）およびフィンランド大公（在位：1581年 - 1592年）。グスタフ1世と2度目の王妃マルガレータの長男。

## 生涯
ヨハンは、父グスタフ1世からフィンランドを与えられていたが（フィンランド公）、次第に本国とは離反し、兄王のエリク14世と対立し、一時的に幽閉される。しかしエリク14世の精神病が深く進行した為、弟のカール（後のカール9世）と共にクーデターを起こし、エリク14世を廃位させる。ヨハン3世は、ポーランド王ジグムント1世の娘カタジナと結婚して一人息子シギスムンドを得る。これは当時リヴォニア戦争で、ロシアのバルト海進出を阻むため、大国であったポーランド王国と同盟を結ぶ政治的な理由もあったともされる。そしてフィンランドのトゥルク城に居を定め、バルト海沿岸に影響力を及ぼした。1583年にリヴォニア戦争は終結し、リヴォニアから撤退する換わりにエストニアを確保する。
ヨハン3世はポーランド王女と結婚していたためか、カトリックに好意的で、長男のジギスムント（後のポーランド王兼スウェーデン王ジグムント3世）をカトリック教徒として育て、幼い頃から成人するまでポーランドに住まわせポーランドの教育を受けさせている。しかし国益を考え、自身はカトリックへの改宗をせず、スウェーデン国内に影響力を持つルター派との対立を避けている。1581年、フィンランドの貴族層からの要請を受け、フィンランド大公が創設された。
ヨハン3世はスウェーデンのために尽くし、教会改革や、財政改革を行なった。さらにデンマークとの北方七年戦争を引き分けに持ち込み、リヴォニア戦争ではロシアを撃破し、フィンランドの国境をさらに東方に広げる事に成功した（しかし1590年からロシア・スウェーデン戦争が開始される）。
その間に息子シギスムンド（ポーランド王としては、ジグムント3世）はポーランド王に迎えられた（1587年）。ポーランド・ヴァーサ朝の開始である。しかしジギスムントはカトリックとして育てられたため、ポーランド・スウェーデン同君連合国家の成立についてはスウェーデン上層部の間に不満が高まった。ヴァーサ朝に亀裂が走ったのである。なお、当時のポーランドは貴族の20%以上がプロテスタントで、さらにプロイセン地方の住民の多くがルター派プロテスタントが大半だったため、ポーランドでさえもまったくのカトリック国家というわけではなかったが、スウェーデン貴族はスウェーデン・ポーランド同君連合でスウェーデンの君主がカトリック教徒であることでスウェーデンが当時の大国ポーランドの支配下におかれるのではないかと懸念したのである。
ヨハン3世は、この問題を解決しないまま、1592年に世を去った。この間の摂政は弟のカールに任された。しかしヨハン3世の息子はカトリックのまま王位を継承し、スウェーデン王シギスムンドと名乗った。このため、後にスウェーデンの王位請求権問題が発生するのである（1660年のオリヴァ条約によって消滅）。

## 子女
1562年10月4日にヴィリニュスにおいて、ポーランド王ジグムント1世の娘カタジナと結婚し、間に1男2女をもうけた。1583年に死別した。
- イサベラ（1564年 - 1566年）
- シギスムンド（1566年 - 1632年）　スウェーデン王、ポーランド王
- アンナ（1568年 - 1625年）

1584年2月21日にグニラ・ユーハンスドッテル・ビェルケと再婚し、息子を1人もうけた。
- ヨハン（1589年 - 1618年）　フィンランド公、エステルイェートランド公

また、結婚前の恋人だったカリン・ハンスドッテルとの間に2男2女をもうけている。子供たちはギレンヒェルム (Gyllenhielm) 姓を名乗った。
- ソフィア（1556年 - 1583年）　ポントゥス・ド・ラ・ガルディと結婚
- アウグストゥス（1557年 - 1560年）
- ユリウス（1560年 - 1580年）
- ルクレティア（1561年 - 1585年）